# Ходжа-Гугердак – Мазарі-Шаріф
Ходжа-Гугердак – Мазарі-Шаріф – трубопровід в Афганістані, споруджений для поставок газу з провінції Джаузджан до заводу азотних добрив в провінції Балх.
В 1967 році на півночі Афганістану розпочали розробку газового родовища Ходжа-Гугердак. Окрім експорту до СРСР (газопровід Ходжа-Гугердак – Келіф), частина видобутку була спрямована для забезпечення сировиною першого в країні підприємства з виробництва азотних добрив поблизу Мазарі –Шарифа (столиці Балху). Для здійснення цих поставок у 1968 році спорудили газопровід довжиною 88 км та діаметром 325 мм. Його пропускна здатність становила до 0,5 млрд.м3 на рік.
Станом на 2007 рік завод продовжував роботу, хоча й лише на третину свої потужності.